# Loulle
Loulle est une commune française située dans le département du Jura, dans la région culturelle et historique de Franche-Comté et la région administrative Bourgogne-Franche-Comté.

## Géographie

### Cadre géologique
La commune de Loulle s'inscrit dans la grande région naturelle du Jura externe, sur le plateau de Champagnole, unité paysagère composée de forêts qui occupent les coteaux et le sommet du plateau (notamment les forêts mixtes de pente et de ravin), entrecoupées de clairières consacrées à l'élevage, à la polyculture et à l'habitat. Les pâtures et les prés de fauche tapissent les vallées. Ce plateau, principalement constitué de calcaires graveleux et marno-calcaires du jurassique supérieur, est séparé du plateau de Lons-le-Saunier, à l'ouest, par une vaste dépression, la combe d'Ain.

### Climat
Pour des articles plus généraux, voir Climat de la Bourgogne-Franche-Comté et Climat du département du Jura.
En 2010, le climat de la commune est de type climat de montagne, selon une étude du Centre national de la recherche scientifique s'appuyant sur une série de données couvrant la période 1971-2000. En 2020, Météo-France publie une typologie des climats de la France métropolitaine dans laquelle la commune est dans une zone de transition entre le climat semi-continental et le climat de montagne et est dans la région climatique  Jura, caractérisée par une forte pluviométrie en toutes saisons (1 000 à 1 500 mm/an), des hivers rigoureux et un ensoleillement médiocre. 
Pour la période 1971-2000, la température annuelle moyenne est de 8,5 °C, avec une amplitude thermique annuelle de 16,7 °C. Le cumul annuel moyen de précipitations est de 1 685 mm, avec 13,8 jours de précipitations en janvier et 10,4 jours en juillet. Pour la période 1991-2020, la température moyenne annuelle observée sur la station météorologique de Météo-France la plus proche, « Champagnole », sur la commune de Champagnole à 5 km à vol d'oiseau, est de 9,4 °C et le cumul annuel moyen de précipitations est de 1 573,2 mm. 
La température maximale relevée sur cette station est de 37,5 °C, atteinte le 24 juillet 2019 ; la température minimale est de −23,5 °C, atteinte le 24 décembre 2001,,. 
Les paramètres climatiques de la commune ont été estimés pour le milieu du siècle (2041-2070) selon différents scénarios d'émission de gaz à effet de serre à partir des nouvelles projections climatiques de référence DRIAS-2020. Ils sont consultables sur un site dédié publié par Météo-France en novembre 2022.

## Urbanisme

### Typologie
Au 1er janvier 2024, Loulle est catégorisée commune rurale à habitat dispersé, selon la nouvelle grille communale de densité à sept niveaux définie par l'Insee en 2022.
Elle est située hors unité urbaine. Par ailleurs la commune fait partie de l'aire d'attraction de Champagnole, dont elle est une commune de la couronne,. Cette aire, qui regroupe 43 communes, est catégorisée dans les aires de moins de 50 000 habitants,.

### Occupation des sols
L'occupation des sols de la commune, telle qu'elle ressort de la base de données européenne d’occupation biophysique des sols Corine Land Cover (CLC), est marquée par l'importance des territoires agricoles (49,1 % en 2018), une proportion identique à celle de 1990 (49,1 %). La répartition détaillée en 2018 est la suivante : 
forêts (48,2 %), terres arables (18,1 %), prairies (16,9 %), zones agricoles hétérogènes (14,1 %), zones urbanisées (2,6 %). L'évolution de l’occupation des sols de la commune et de ses infrastructures peut être observée sur les différentes représentations cartographiques du territoire : la carte de Cassini (XVIIIe siècle), la carte d'état-major (1820-1866) et les cartes ou photos aériennes de l'IGN pour la période actuelle (1950 à aujourd'hui).

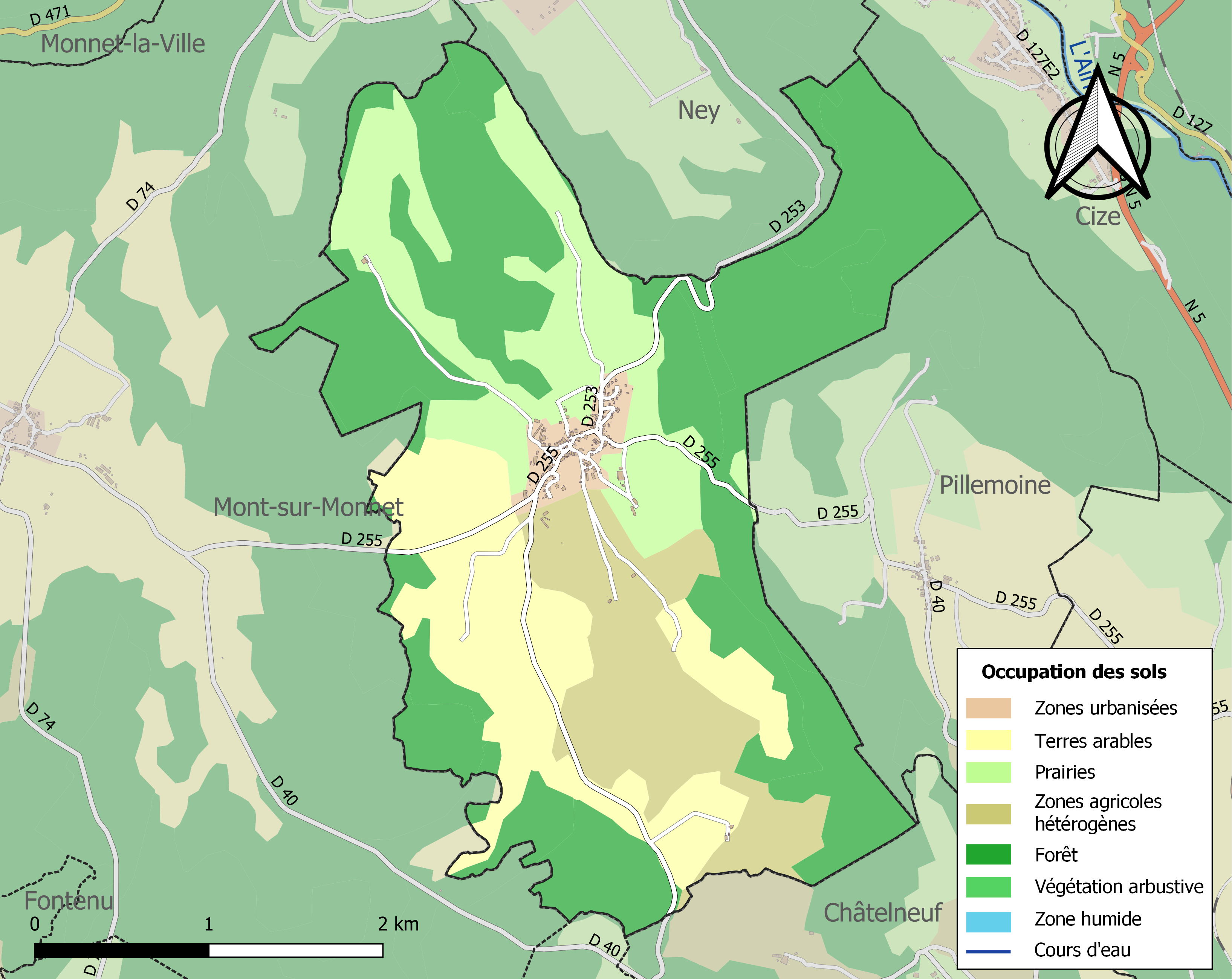
Carte des infrastructures et de l'occupation des sols de la commune en 2018 (CLC).

## Toponymie
Le toponyme relèverait du terme oule, « cavité, dépression », avec agglutination de l'article défini l', en lien avec le plateau de Loulle pour ses lapiaz.

## Histoire
Le frère Ogérien décrit en 1865 le marbre de Pillemoine, que l’on trouve aussi dans la commune de  Loulle. Il distingue trois nuances, de haut en bas : un marbre " fond gris pâle, fouetté d'un grand nombre de coquilles d'un bleu tendre, faisant un très-bel effet " à la surface du sol ; un autre " fond gris bleu vif, pétri de coquilles d'un bleu de ciel bien prononcé " ; finalement un " marbre lumachelle pur, composé exclusivement d'une multitude de coquilles bivalves et univalves qui s'enchevêtrent, et dont le poli fait ressortir l'enchevêtrement ; le pourtour des coquilles est bleu, le test est blanchâtre ou blanc parsemé de points bleus. C'est un marbre de naturaliste et de peintre. " En 1880, Charpy signale que son exploitation est arrêtée et qu’il a cédé la place à la Lumachelle de Chomérac, en Ardèche.

## Politique et administration

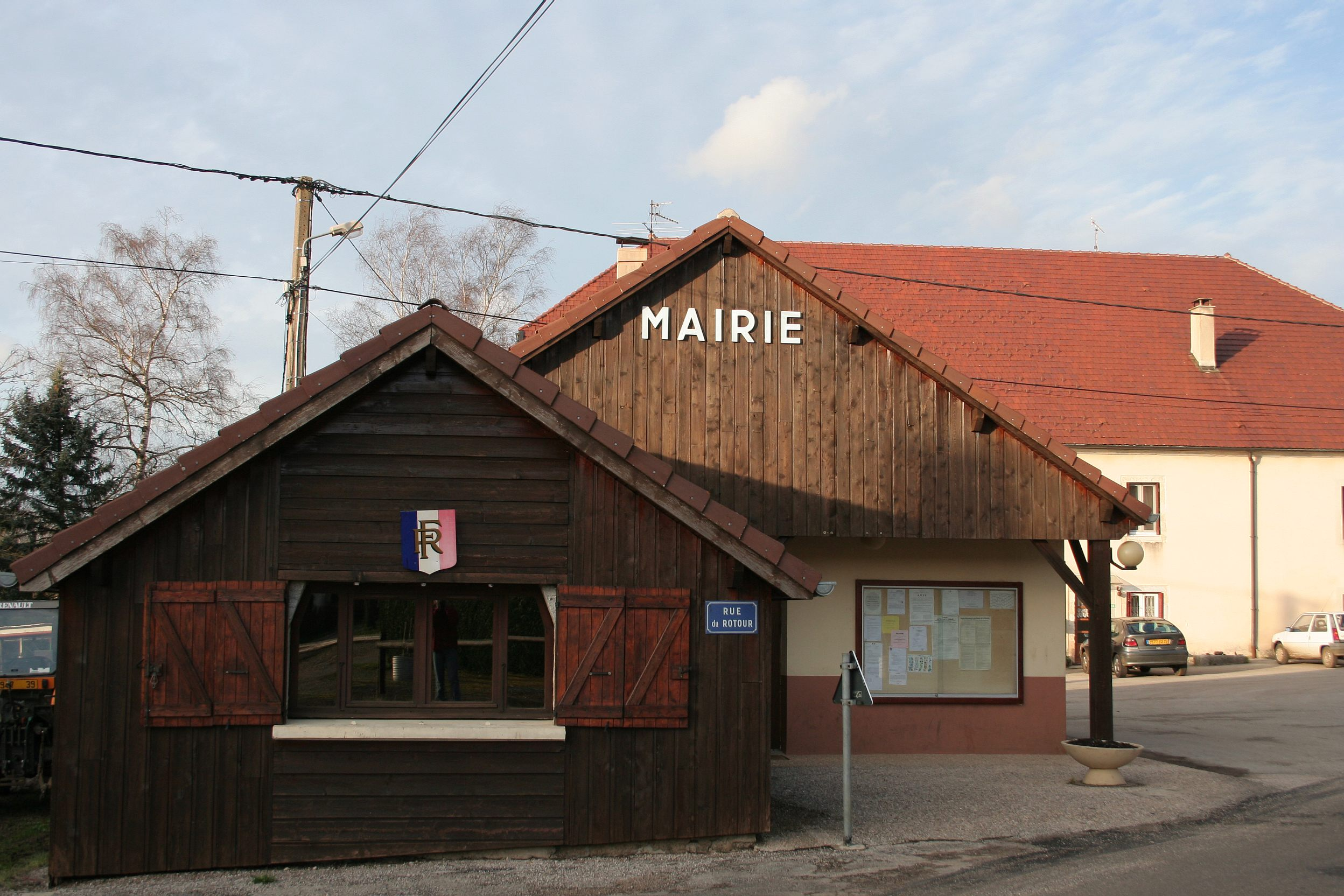
Mairie de Loulle.

| Période | Période  | Identité        | Étiquette | Qualité                       |
| ------- | -------- | --------------- | --------- | ----------------------------- |
| 2001    | 2014     | Yves Rolet      |           |                               |
| 2014    | 2024     | Xavier Racle    |           | Démissionnaire en avril 2024. |
| 2024    | En cours | Philippe Dubois |           | Artisan                       |

## Démographie
L'évolution du nombre d'habitants est connue à travers les recensements de la population effectués dans la commune depuis 1793. Pour les communes de moins de 10 000 habitants, une enquête de recensement portant sur toute la population est réalisée tous les cinq ans, les populations de référence des années intermédiaires étant quant à elles estimées par interpolation ou extrapolation. Pour la commune, le premier recensement exhaustif entrant dans le cadre du nouveau dispositif a été réalisé en 2008.

En 2022, la commune comptait 173 habitants, en évolution de +0,58 % par rapport à 2016 (Jura : −0,81 %, France hors Mayotte : +2,11 %).
| 1793 | 1800 | 1806 | 1821 | 1831 | 1836 | 1841 | 1846 | 1851 |
| ---- | ---- | ---- | ---- | ---- | ---- | ---- | ---- | ---- |
| 351  | 385  | 405  | 380  | 418  | 355  | 345  | 342  | 330  |

| 1856 | 1861 | 1866 | 1872 | 1876 | 1881 | 1886 | 1891 | 1896 |
| ---- | ---- | ---- | ---- | ---- | ---- | ---- | ---- | ---- |
| 305  | 300  | 272  | 240  | 240  | 216  | 210  | 209  | 207  |

| 1901 | 1906 | 1911 | 1921 | 1926 | 1931 | 1936 | 1946 | 1954 |
| ---- | ---- | ---- | ---- | ---- | ---- | ---- | ---- | ---- |
| 204  | 219  | 211  | 203  | 214  | 201  | 184  | 178  | 154  |

| 1962 | 1968 | 1975 | 1982 | 1990 | 1999 | 2006 | 2008 | 2013 |
| ---- | ---- | ---- | ---- | ---- | ---- | ---- | ---- | ---- |
| 148  | 114  | 105  | 160  | 169  | 177  | 172  | 170  | 174  |

| 2018 | 2022 | - | - | - | - | - | - | - |
| ---- | ---- | - | - | - | - | - | - | - |
| 172  | 173  | - | - | - | - | - | - | - |

## Lieux et monuments
- Un important site d'empreintes de dinosaures est repéré en 2004, par un promeneur averti Jean-François Richard (conseiller d'éducation), dans une ancienne carrière abandonnée après-guerre[20]. Situées sur une dalle calcaire dans une ancienne carrière à proximité du village, 1 500 empreintes (réparties en 23 pistes de Sauropodes[Note 4] et 5 pistes de Théropodes[Note 5]) étaient à l'air libre depuis plusieurs dizaines d'années. Formés sur des plates-formes littorales constituées de sédiments (sables et boues calcaires, comme dans une lagune de très faible profondeur, émergeant au gré des oscillations du niveau marin[Note 6], d'où la présence de figures sédimentaires à la surface des bancs : rides de plages, fentes de dessiccation, biofilms algaires de type stromatolithe, chenaux de marée et, à la base de la séquence, des récifs coralliens), trois à cinq niveau stratigraphiques présentent des pistes d'empreintes. Elles ont été préservées par ce tapis microbien puis lithifiées (processus de dolomitisation). Le site des « pistes à dinosaures de Loulle », de 3800 m2, est révélé au public en automne 2006 et fait l'objet de relevés ichnologiques pendant un mois en juillet en 2007, 2008 et 2009 (en 2008, c'est « le plus grand chantier de fouilles paléontologiques de France »)[20]. Depuis 2014, le site est à la fois partiellement protégé et aménagé (passerelle, panneaux didactiques) pour le public[21],[22].

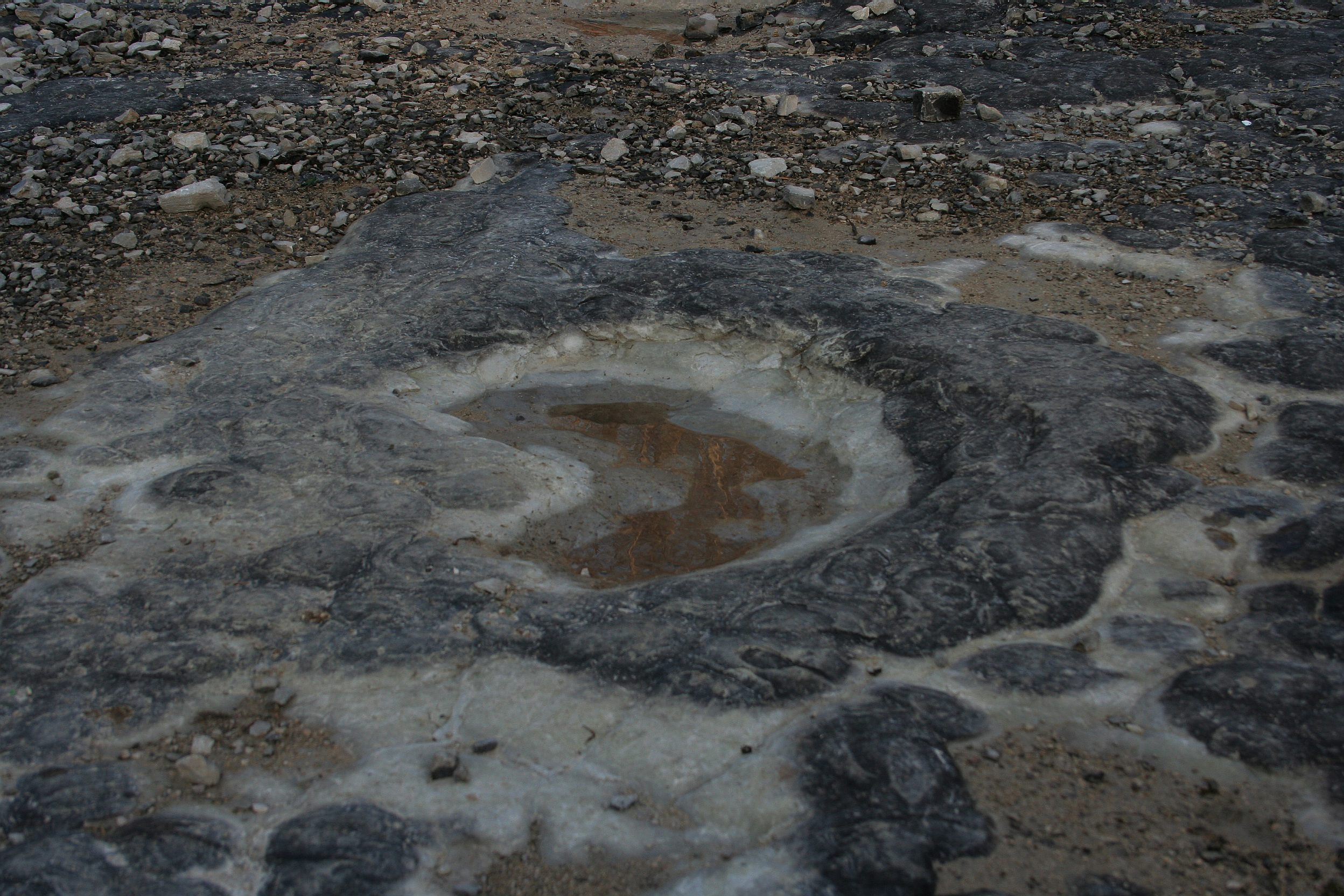
Empreintes sur la vase fossile.
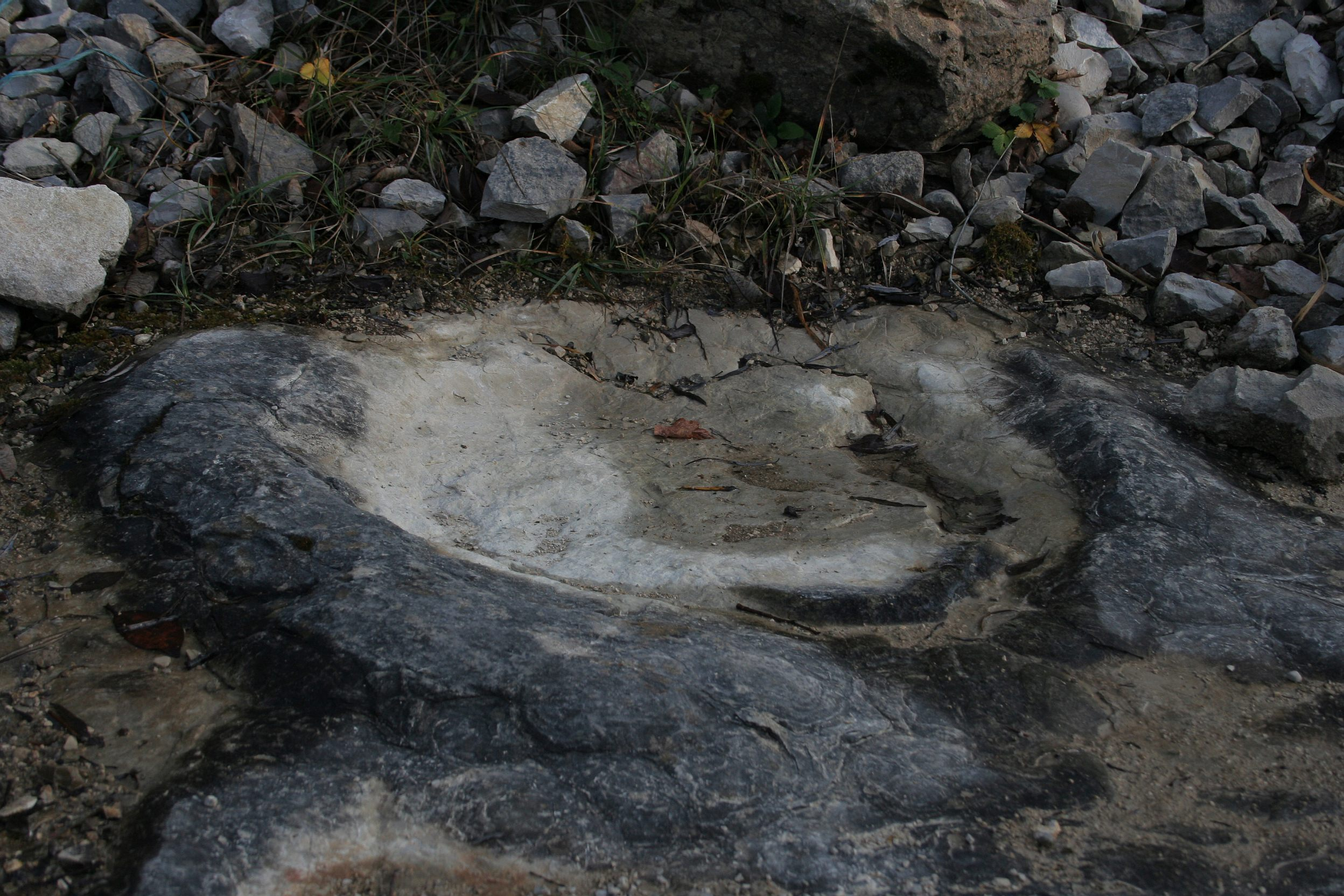
Autre grosse empreinte.
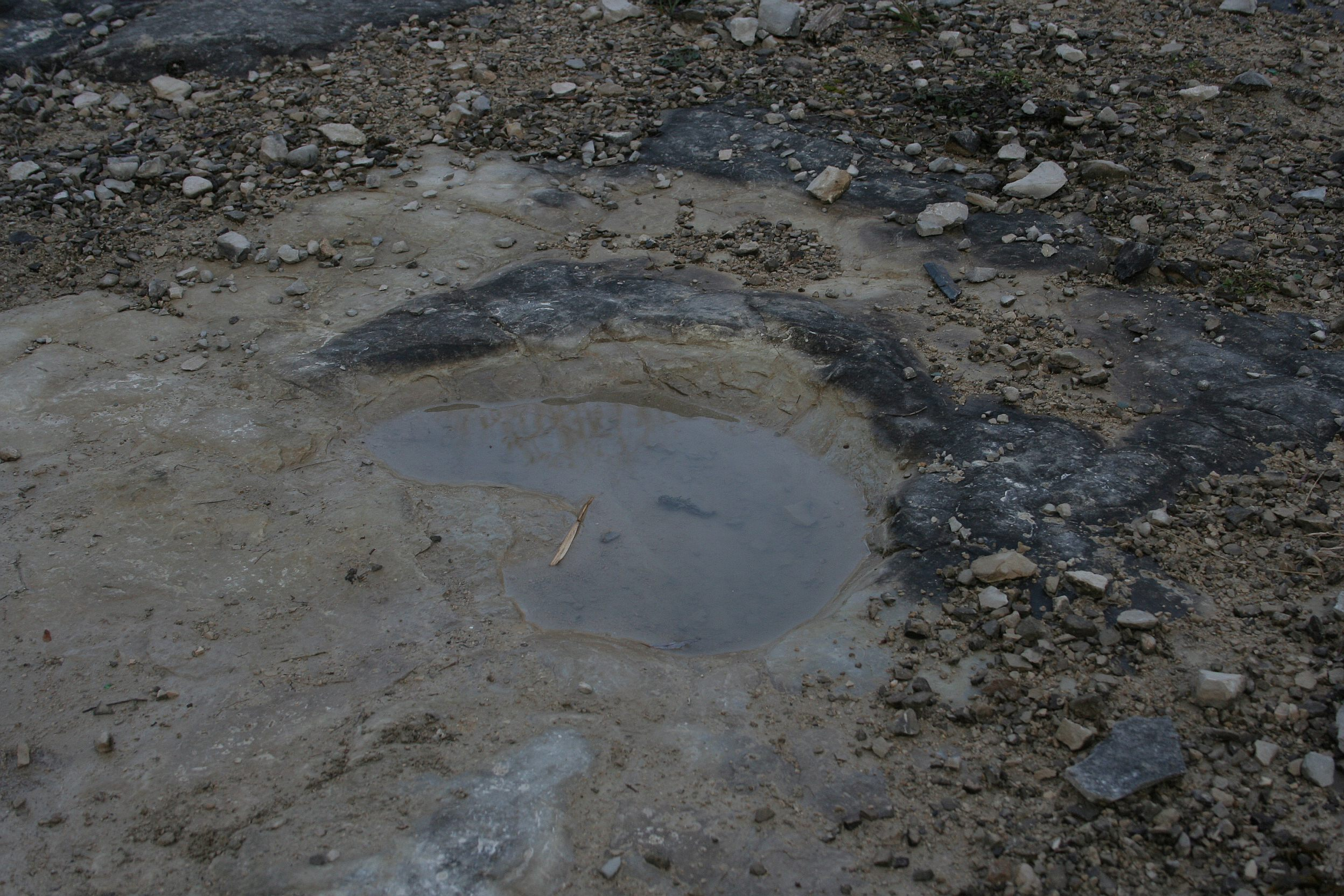
Arc de cercle marqué.
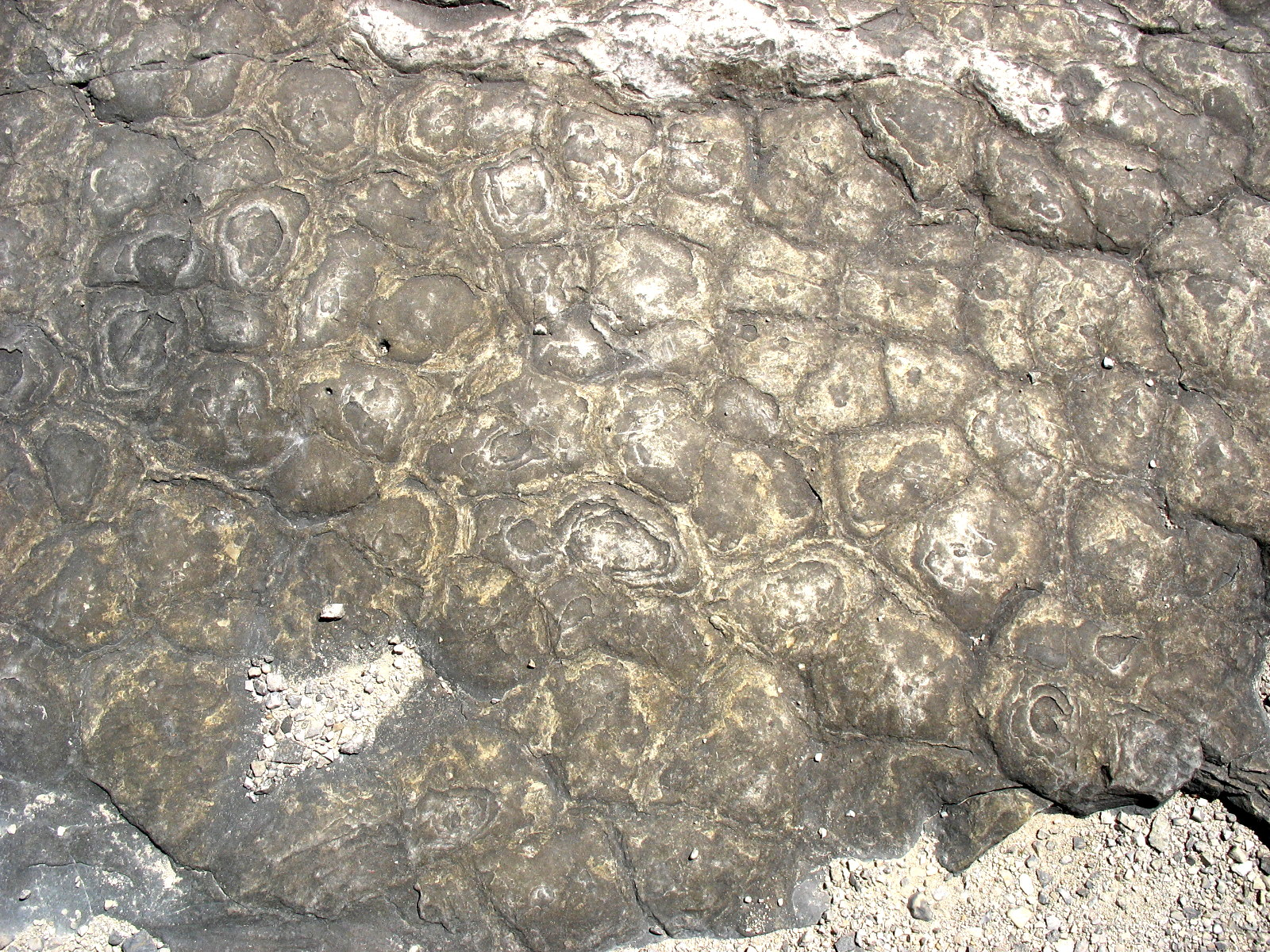
Polygones de dessiccation en « pelure d'oignon »[Note 7].
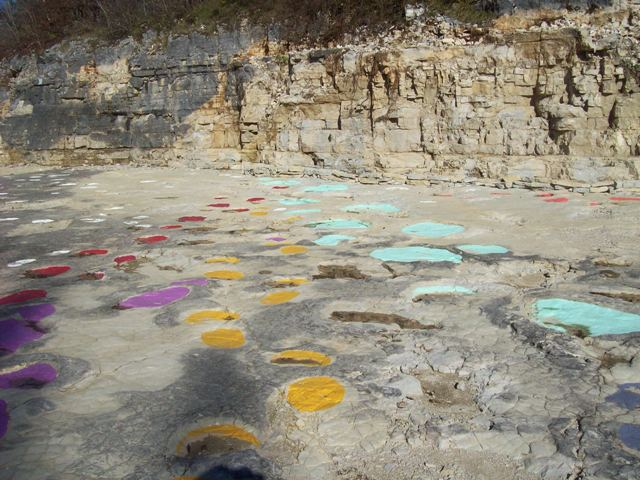
Quelques pistes sont peintes pour en rendre la lecture plus facile[Note 8].
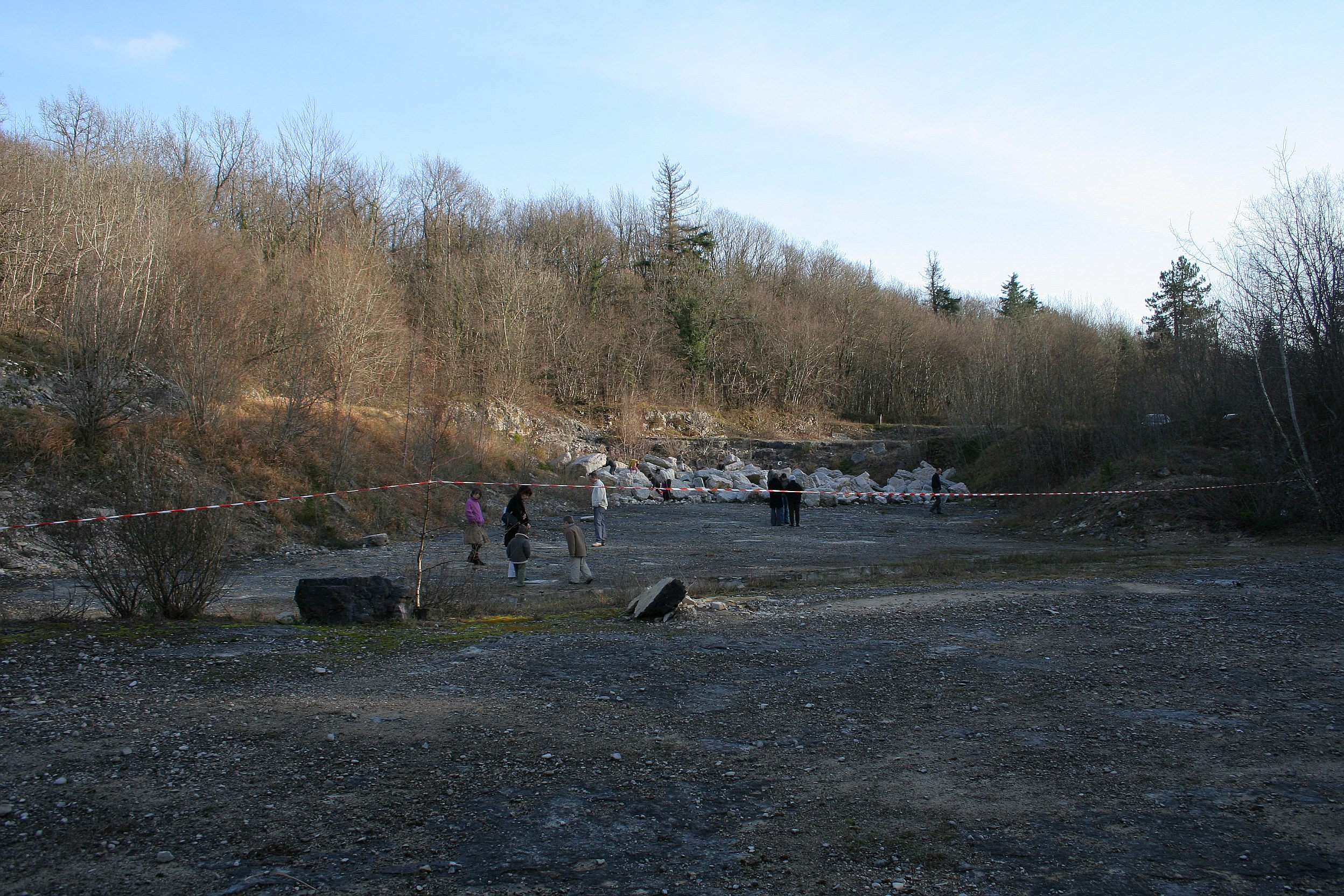
Vue générale.

- Le lapiaz de Loulle, géotope[23] et ZNIEFF situés à proximité du village, correspond à un affleurement de calcaire séquanien (calcaire fin à oncolithes) de 170 mètres de long sur 60 mètres de large, entouré par des sédiments morainiques formant des drumlins. Ce lapiaz sous-glaciaire est le témoin de l'érosion karstique d'une immense dalle de calcaire (légèrement inclinée vers le Nord-Ouest) par l'action conjuguée du gel, de l'eau de fonte glaciaire (peu chargée en CO2 mais dont l'abondance assure une certaine agressivité) puis par les eaux acidifiées au cours de leur traversée d'un sol forestier[24]. Ces dalles de calcaire sont creusées de vasques (probablement liées à l'érosion différentielle de zones où la cimentation des grains qui constituent le calcaire est moins résistante à l’érosion) et de rigoles de dissolution dans lesquelles s'accumulent des argiles de décarbonatation favorables à l'installation d'une végétation rase d'espèces pionnières et saxicoles[Note 9] (communautés des  Alysso – Sedetalia sur dalles, graminées telles que le pâturin de Baden ou la fétuque de Patzke, buissons tel que le Nerprun des rochers, conifères arbustifs)[Note 10]. On y découvre également de nombreuses crevasses (appelées également laizines, ce sont des fissures plus encaissées qui proviennent de l'approfondissement de ces rigoles se recoupant) et arches. La forte amplitude thermique du climat jurassien et la capacité du calcaire à restituer la chaleur accumulée pendant la journée expliquent que sur les rochers, les températures peuvent varier de 50 °C en 24 heures[25].

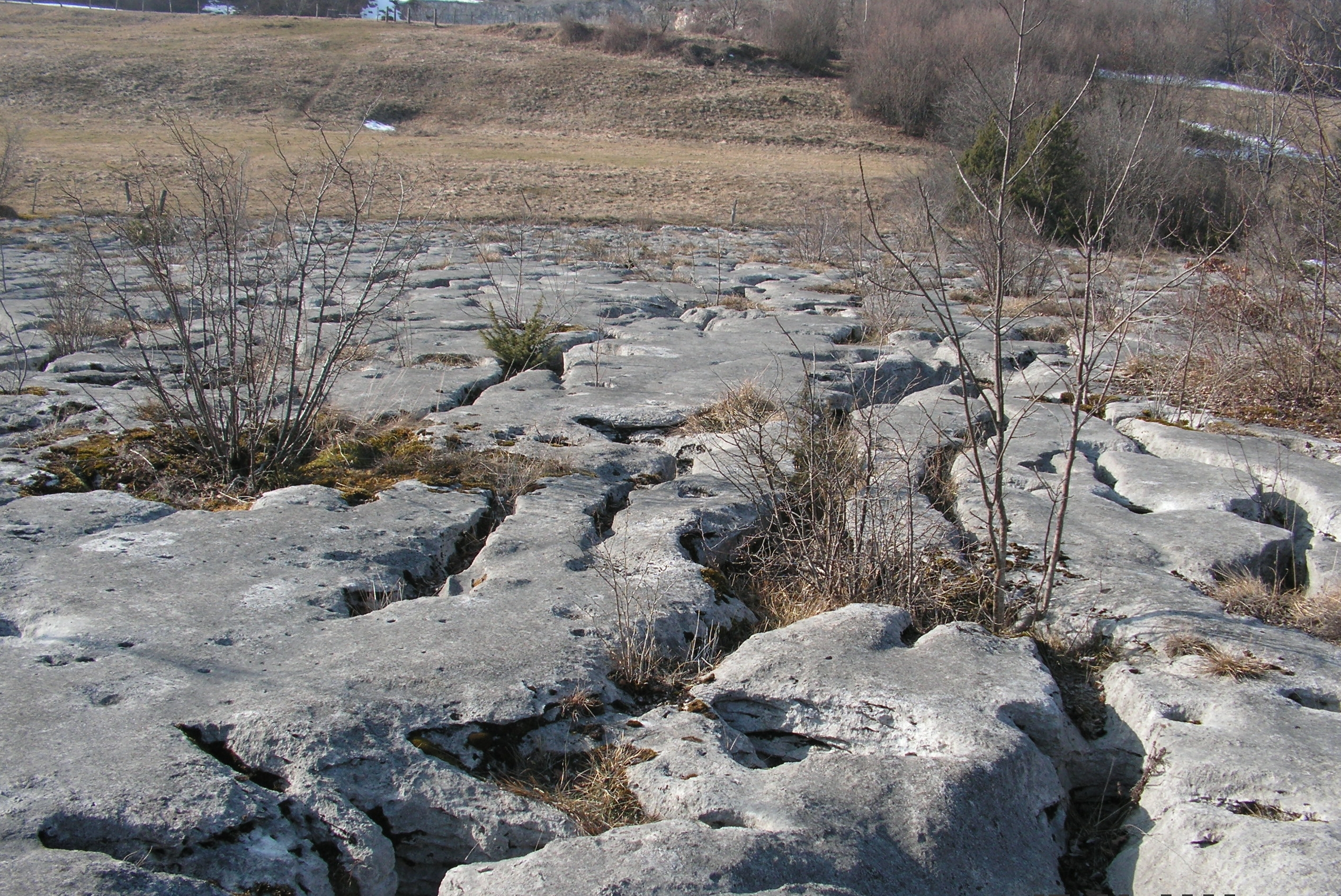
Rigoles et drumlin en arrière-plan.
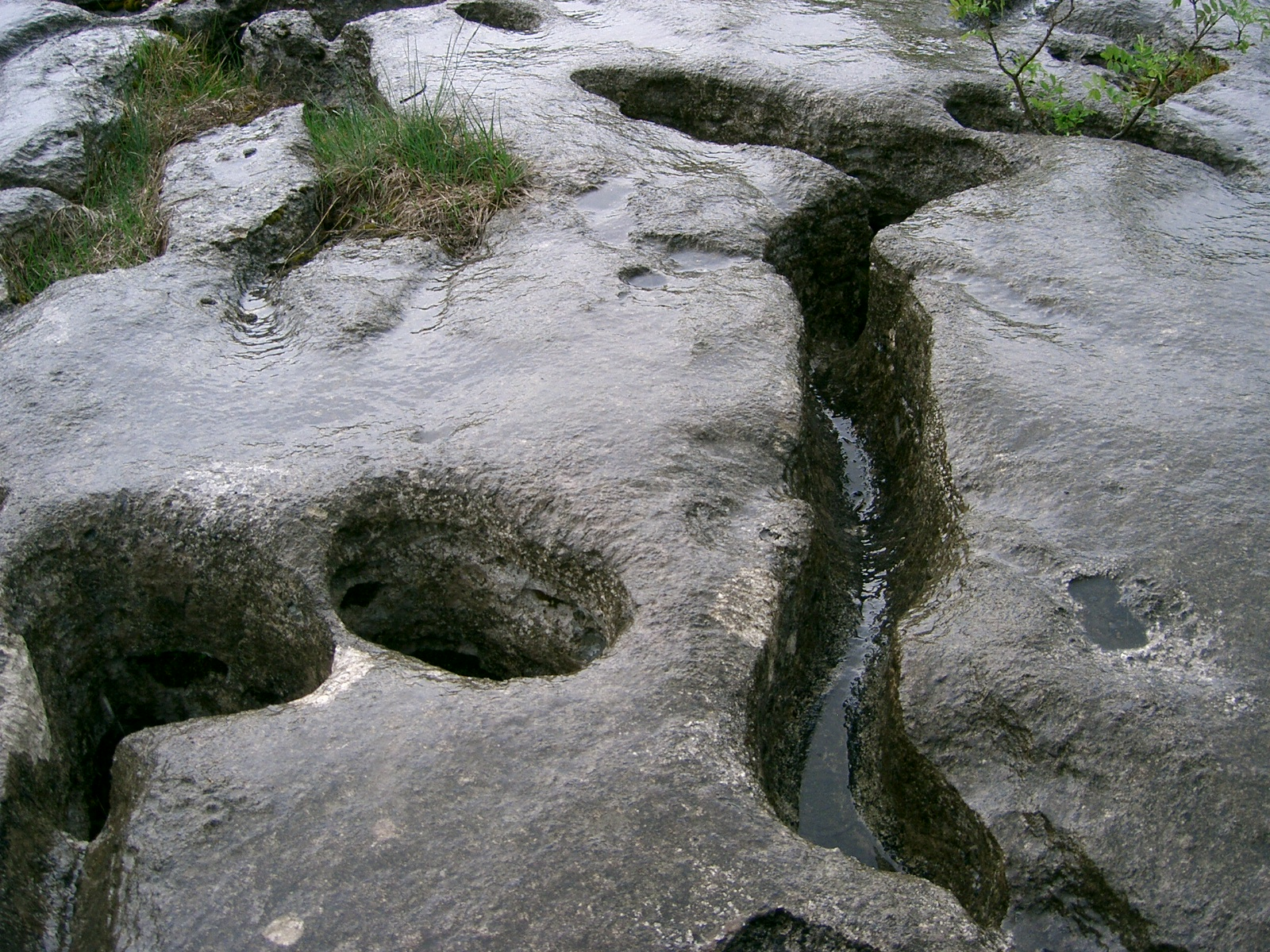
Vasques.
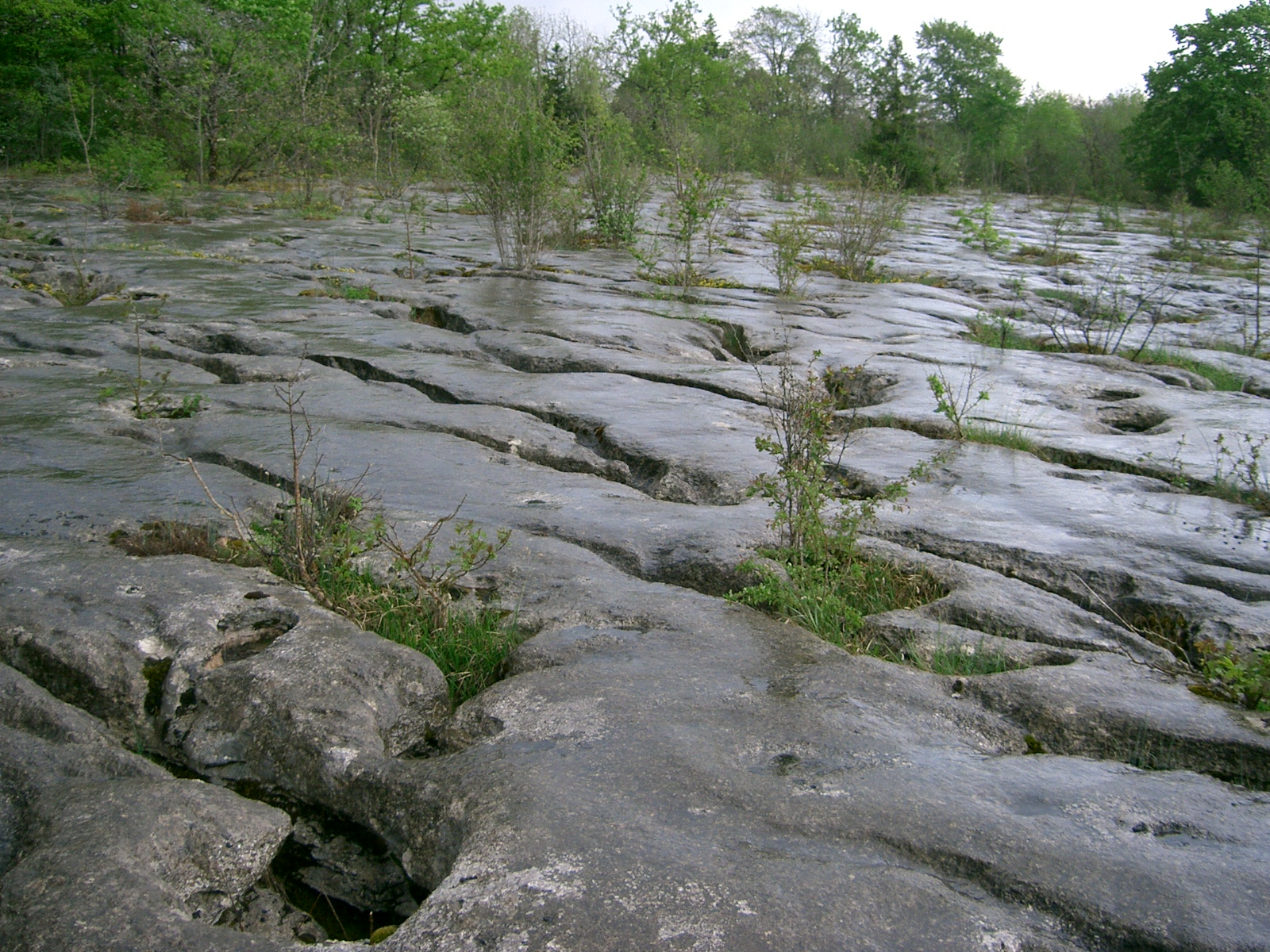
Installation d'un couvert végétal[Note 11].

- La commune abrite également une autre ZNIEFF,  Balerne.
- Église : l'édifice se trouve dans le Diocèse de Saint-Claude, au sein de la Paroisse n°66. Le curé est M. l'abbé Laurent Bongain.